# John Grubb Parke

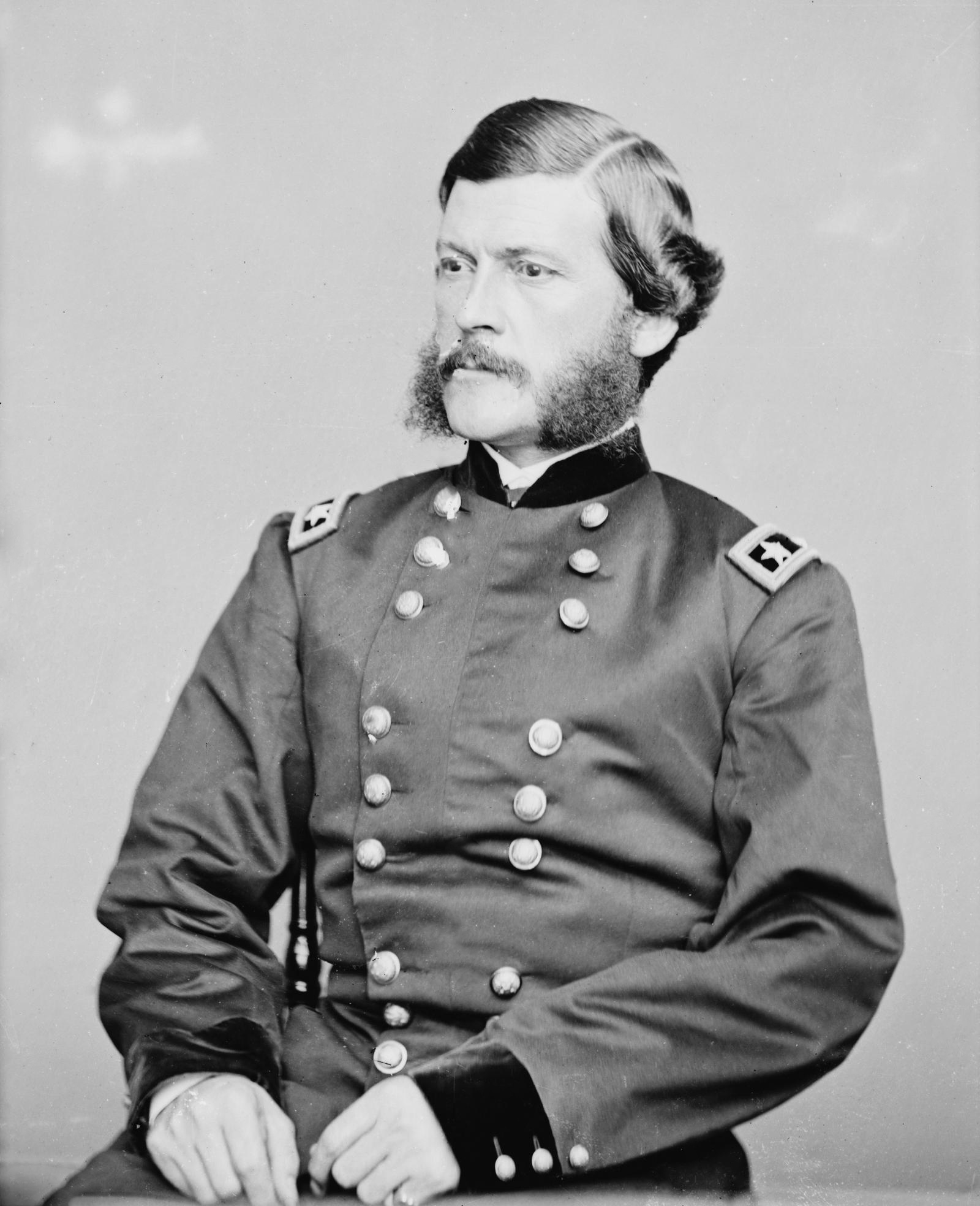
John Grubb Parke

John Grubb Parke (* 22. September 1827 in Coatesville, Pennsylvania; † 16. Dezember 1900 in Washington, D.C.) war ein Generalmajor der Union Army während des Amerikanischen Bürgerkriegs und später als Superintendent Leiter der Militärakademie West Point.
John Parke besuchte die Schulen seiner Heimat. Zwischen dem 1. Juli 1845 und dem 1. Juli 1849 absolvierte er die US-Militärakademie in West Point. Nach seinem Abschluss wurde er als Leutnant dem United States Army Corps of Topographical Engineers zugewiesen. Diese Sondereinheit war bis 1863 unabhängig vom United States Army Corps of Engineers und bestand ausschließlich aus handverlesenen Offizieren, die die Akademie in West Point absolviert hatten.
In den Jahren vor dem Bürgerkrieg war Parke bei seiner Einheit in der Landvermessung tätig. Unter anderem war er in den Jahren 1849 und 1850 an der Festlegung der Grenze zwischen dem Staat Iowa und dem Minnesota-Territorium beteiligt. In den Jahren 1850 und 1851 war er im 9. Department, dem späteren Department of New Mexico, stationiert. Dann war er an der Erkundung möglicher Eisenbahntrassen zwischen dem Mississippi River und der Pazifikküste beteiligt. Zwischenzeitlich gehörte er auch einer Kommission zum Ausbau von Häfen bzw. der Schifffahrt im Westen der Vereinigten Staaten und einer Kommission zum Bau von Leuchttürmen an. John Parke war damals auch astronomisch interessiert.
Während des Bürgerkrieges war Parke an vielen Einsätzen und Aktivitäten der Union Army beteiligt. Gleich zu Beginn des Krieges wurde er zum Brigadegeneral der Freiwilligen ernannt. Im Juli 1862 erfolgte seine Beförderung zum Generalmajor, ebenfalls bei den Freiwilligen-Truppen. Er arbeitete während des Krieges öfter mit Generalmajor Ambrose Burnside zusammen. So war er 1862 an Burnsides Feldzug nach North Carolina beteiligt. Zwischenzeitlich wurde er Stabschef und Kommandeur des IX. Korps. Im Verlauf des Krieges war Parke in viele Gefechte involviert. Dazu gehörten die Schlacht am Antietam und die Schlacht von Fredericksburg. Im Jahr 1863 war er auch am Zweiter Vicksburg-Feldzug von General Ulysses S. Grant beteiligt. Danach wurde er Stabschef der Ohio-Armee, die von Ambrose Burnside kommandiert wurde. Er war unter anderem am sogenannten Überland-Feldzug und der Belagerung von Petersburg beteiligt. Er übernahm nochmals das Kommando über das IX. Korps und führte es in der Endphase des Krieges in mehreren Gefechten. Während des Angriffs auf Fort Stedman Ende März 1865 führte Parke sein IX. Korps ins Gefecht. In Abwesenheit des Kommandeurs der Potomac-Armee, George Gordon Meade, übernahm er für wenige Stunden bis zur Rückkehr Meades inoffiziell den Oberbefehl über die gesamte Armee.
Nach Kriegsende setzte John Parke seine Laufbahn im Corps of Engineers fort. Dieses hatte im Jahr 1863 seine ursprüngliche Einheit, das United States Army Corps of Topographical Engineers, übernommen. Im Nordwesten der Vereinigten Staaten war er für die Landvermessung auch der Grenze mit Kanada zuständig. Später wurde er auch im Osten eingesetzt und war unter anderem mit dem Ausbau der Befestigungsanlagen von Baltimore und Annapolis betraut. Zwischen 1868 und 1887 war er immer wieder als Leiter verschiedener Posten des Corps of Engineers tätig. Zwischen dem 28. August 1887 und dem 24. Juni 1889 war er als Nachfolger von Wesley Merritt Leiter der Militärakademie West Point. Anschließend ging der ehemalige Generalmajor in den Ruhestand. Sein regulärer Rang zum Zeitpunkt seiner Pensionierung war Oberst der regulären Armee. Er bekleidete aber seit dem Ende des Bürgerkrieges in Anerkennung seiner damaligen Stellung eines Generalmajors der Union Army den Brevet-Rang eines Zwei-Sterne-Generals.
Der mit Ellen Blight (1827–1903) verheiratete Parke starb am 16. Dezember 1900 in Washington und wurde auf dem Friedhof der Church of St. James the Less in Philadelphia beigesetzt.